# 샤를로트 (애니메이션)
《샤를로트》(Charlotte, 일본어: シャーロット 샤롯토[*])는 P.A.WORKS와 애니플렉스가 제작, 아사이 요시유키가 감독을 맡은 2015년 일본의 텔레비전 애니메이션이다. 일본에서 2015년 7월 5일에서 9월 27일까지 총 13화 방영하였다. 2016년 3월, 오리지널 비디오 애니메이션이 공개되었다. 만화판 두 개가 아스키 미디어 워크스의 전격 G's 코믹에서 연재되었다. 이야기는 사춘기 또래의 아이 중 일부가 초능력을 가지게 되는 가상의 세계를 배경으로 한다. 장르는 코미디 드라마이며 초능력을 소재로 하고 있다. 작품의 주인공인 오토사카 유우는 다른 이들에게 일시적으로 빙의할 수 있는 능력을 가지게 되고, 이로 인해 특수 능력 사용자들을 보호하기 위해 지어진 학교의 학생회장인 토모리 나오의 눈에 들어오게 된다.
원작은 마에다 준이 처음 고안하였다. 그는 시리즈의 각본 일부와 음악 일부를 제작하였으며, 오리지널 캐릭터 디자인은 Na-Ga가 맡았다. 마에다 준과 Na-Ga 둘은 Key 출신이며, 《샤를로트》는 2010년 공개된 《엔젤 비트》 다음으로 Key의 두 번째 오리지널 애니메이션 시리즈가 되었다. 마에다 준은 《샤를로트》의 구상을 2012년 《엔젤 비트》 다음에 나올 새로운 작품을 만들라고 요청을 받기 오래 전부터 가지고 있었다고 한다. 마에다 준은 《엔젤 비트》에 비해서 등장인물 수를 줄이고 등장인물의 행동에 더 중점을 맞추려고 하였다. 《샤를로트》의 제작진 구성은 《엔젤 비트》가 《샤를로트》에 영향을 주는 것을 방지하고 제작 과정에 다양성을 추가하기 위해 《엔젤 비트》의 제작진과 다르게 하였다.
《샤를로트》는 예측하기 힘들고 연상적인 장면에 대해서 높은 평가를 받았지만, 구성과 전개 속도는 비효율적이라는 비판을 받았다. 모에 애니메이션의 고정관념을 넘어선다는 평가와 넓은 관객층에게 적합하다는 평가를 받았다. 작품의 희극적인 요소들은 진부하고 멍청하다는 평가를 받기도 하였으나, 전체적으로 무거운 장면들의 무게감을 덜어줄 수 있었다고 호평을 받았다. 한 평론가는 이를 입가심에 비유하였다. P.A.WORKS는 애니메이션의 아름다운 연속감과 표현력 있는 촬영술로 찬양을 받았다.

## 줄거리
《샤를로트》는 75년에 한 번씩 지구를 공전하는 단주기 혜성 "샤를로트"가 존재하는 가상의 세계관을 배경으로 한다. 이 혜성은 공전하면서 지구에 혜성 먼지를 흩날리는데, 청소년기 이전에 이 먼지를 흡입한 아이들은 사춘기가 오면서 초능력이 발현되기 시작한다. 이야기는 다른 사람에게 5초 동안 빙의할 수 있는 능력을 가진 오토사카 유우라는 소년을 중점적으로 다룬다. 오토사카 유우는 걱정 없는 고등학교 생활을 보내기 위해 이 능력을 악용하려고 하였지만, 특정 대상에게만 투명인간이 되는 능력을 가진 토모리 나오라는 소녀에게 들키게 된다. 결국 유우는 토모리에 의해 강제로 '호시노우미 학원' (星ノ海学園)으로 전학을 가게 되고, 토모리가 회장인 학생회의 회원이 된다. 학생회에서 통제가 불가능할 정도로 빠른 속도로 이동할 수 있는 타카조 조지로도 만나게 된다. 학생회의 주요 목표는 초능력자들을 착취하는 단체들로부터 초능력자들의 안전을 보장하는 것이다. 이를 수행함으로써 학생회는 초능력자들에게 능력을 공개적으로 사용하는 것에 대한 위험성을 알리게 된다. 학생회의 업무를 진행하는 도중, 자신의 몸을 죽은 이의 영혼에 빙의시킬 수 있는 능력을 가진 아이돌 니시모리 유사를 만나게 된다. 이미 고인이 된 유사의 누나인 미사는 이 능력을 이용해 지속적으로 유사에 빙의하게 되고, 빙의함으로써 미사는 본인의 능력인 '염화'를 사용할 수 있게 된다. 결국 토모리는 유사를 호시노우미 학원으로 전학하게 만들고 그녀를 학생회에 가입시킨다.
유우의 동생인 아유미는 갑자기 주변의 모든 것을 붕괴시킬 수 있는 능력이 발현하게 되는데, 결국 이 능력에 사망하게 된다. 유우는 이 사건으로 인해 큰 상실감을 느끼고 본인을 고립시키게 되지만, 토모리의 도움을 받아 상실감을 극복하고 학생회에 돌아가게 된다. 이후 토모리와 함께 포스트 록 밴드인 Zhiend의 공연을 보게 되는데, 그 도중에 시간 여행을 할 수 있던 형의 기억을 되살리게 된다. 슌스케는 시간 여행 능력을 사용하여 호시노우미 학원과 관련 단체를 설립하고 능력 발현을 방지하는 백신을 개발하려 하였지만, 능력의 지속된 사용의 부작용으로 맹인이 된 상태였다. 이 과정에서 유우는 본인의 실제 능력은 남에게 빙의하며 능력을 약탈하는 것임을 알게 된다. 유우는 형 슌스케의 시간 여행 능력을 약탈하여 동생 아유미가 붕괴 능력을 사용하기 전으로 돌아가면서 그녀의 죽음을 막게 된다.
테러 단체가 토모리와 슌스케의 가까운 친구인 쿠마가미를 납치하고 유우를 교환 대상으로 인질로 잡게 된다. 유우는 그들을 구하려 시도하지만 구출 계획이 계획대로 돌아가지 않게 되고, 결국 쿠마가미가 죽고 유우가 중상을 입게 된다. 유우가 회복한 다음, 그는 토모리의 제안대로 세계 모든 초능력자들을 보호하기 위해 그들의 능력을 약탈하기로 한다. 유우가 세계를 누비며 능력을 약탈하는 동안, 그에 대한 부작용으로 기억과 자아개념을 점점 상실하게 된다. 하지만, 그는 쓰러지기 직전에 전 세계 모든 이들의 능력을 약탈하는 것에 성공한다. 슌스케는 유우를 구출하고 유우를 친구와 가족이 있는 일본으로 돌려보낸다. 유우는 결국 모든 기억을 상실하게 되었지만, 토모리는 유우에게 자신의 여자 친구를 알려준다. 유우와 친구들은 유우가 회복하면서 미래에 만들 추억들을 기대하게 된다.

## 등장인물

### 주요 등장인물

(왼쪽에서 오른쪽으로) 《샤를로트》의 주요 등장인물, 유사와 조지로 (상단), 나오, 아유미, 유우 (상단)

오토사카 유우 (乙坂 有宇)
성우 - 우치야마 코우키 (일본어)/ 레이 체이스 (북미판)
오토사카 유우는 《샤를로트》의 주인공이다. 남에게 5초 동안 빙의할 수 있는 능력을 발견하고 나서 불친절하고 자기애적 성격을 가지게 되지만,1화 실제 능력은 빙의함으로써 동시에 남의 능력을 약탈하는 것이었다.9화 유우는 호시노우미 학원의 1학년 학생이며, 강제적으로 학생회에 가입하게 된다. 처음에는 괴짜 우등생, 상습적인 부정행위자였기 때문에 학생회를 위해 자신의 능력을 사용하는 것을 탐탁치 않아 했지만,2화 시간이 지나면서 자기애적 성격이 사라지고 점점 이타적으로 변하게 된다.8화 이야기가 진행되면서 포스트 록 밴드인 Zhiend의 팬이 되고 토모리와 사랑에 빠지게 된다.9화, 12화 유우가 전세계를 누비며 세계 모든 초능력자들을 착취에서 보호하기 위해 초능력자들의 능력을 약탈하는 과정에서 모든 기억을 상실하게 된다.13화 형은 슌스케이고 동생은 아유미이다.1화, 9화
토모리 나오 (友利 奈緒)
성우 - 사쿠라 아야네 (일본어)/ 로런 랜다 (북미판)
토모리 나오는 호시노우미 학원의 1학년 학생이며 학생회장이다.1화 머리가 좋고, 부지런하고, 판단력이 빠른 소녀이지만 동시에 성급하고, 자기애적이며, 독선적인 성격을 가지고 있다.2화, 3화 본인이 원하는 순간 단 한 명에게만 투명해지는 능력을 가지고 있다. 이 능력을 맞을 필요가 있다고 생각하는 사람들을 공격하는 데 사용하지만, 결국 역풍으로 따돌림을 당하게 된다. 처음에는 유우에게 감정을 가지고 있지는 않았지만,1화 결국에는 유우랑 사랑에 빠지게 되고 유우가 그녀에 대한 기억을 잊어버린 후에도 곁에 남게 된다.13화 한때 기타를 치는데 공기의 흐름과 진동을 조절할 수 있는 능력을 사용한 오빠 카즈키의 영향으로 Zhiend의 팬이다.2화
타카조 조지로 (高城 丈士朗)
성우 - 미즈시마 타카히로 (일본어)/ 루시언 도지 (북미판)
타카조 조지로는 호시노우미 학원의 1학년 학생이며 학생회의 학생이다. 능력은 상당히 빠른 속도로 움직일 수 있게 하지만, 통제가 불가능하기 때문에 자주 다치게 된다.1화 결국 다치지 않기 위해 옷 밑에 방호구를 입고 다닌다. 니시모리 유사의 광팬이다.3화
니시모리 유사 (西森 柚咲)
성우 - 우치다 마아야 (일본어)/ 라이언 바틀리 (북미판)
"유사린"으로도 불리며, 호시노우미 학원의 1학년 학생으로 학생회에 소속되어 있다.4화 밝고 순진한 성격을 가지고 있으며, 이 점 덕분에 How-Low-Hello의 리드 보컬 아이돌로서 인기가 많다. 실제 성은 쿠로바네이지만, 니시모리라는 가명으로 활동한다.3화 고정 출연하는 버라이어티 쇼에서 다양한 "마법 주문" 시리즈를 가지고 있다.4화 죽은 이의 영혼에 빙의되는 능력을 가지고 있지만, 본인은 이 능력을 인지하지 못하고 있으며 몽유병이라고 생각한다.3화
쿠로바네 미사 (黒羽 美砂)
성우 - 우치다 마아야 (일본어)/ 라이언 바틀리 (북미판)
쿠로바네 미사는 동생 유사보다 한 살 많은 누나이며, 이야기가 시작되기 6개월 전 사고로 사망한 상태이다. 미사는 아무 때나 유사에 빙의하며, 이는 유사의 눈동자 색과 머리 색이 바뀌는 것으로 표현된다. 유사에 빙의한 도중에는 미사 본인의 능력인 염화를 사용할 수 있다. 미사는 사내 같고 사나운 성격을 가지고 있고, 동생을 공격하려는 사람에게 폭력을 사용하는 것을 주저하지 않는다.3화 유우가 유사의 능력을 약탈하면서 결국 그녀는 사라지게 된다.12화
오토사카 아유미 (乙坂 歩未)
성우 - 아사쿠라 모모 (일본어)/ 키라 버클런드 (북미판)
오토사카 아유미는 유우와 슌스케의 동생이며 발랄한 성격을 가진 중학생이다.1화 성격은 상당히 순진하며 형인 유우에 대한 강한 애착을 가지고 있다. 형인 유우에게 위로의 대상이 되어준다. 아유미는 유우를 위해 요리를 자주 해주며 유우가 크면서 단맛을 싫어하게 된 것을 알아채지 못한 채 만드는 모든 음식에 피자 소스를 넣는 습관을 가지고 있다.2화, 3화 밴드 How-Low-Hello의 팬이며 유사의 광팬이기도 하다.6화 결국 주변에 모든 것을 붕괴시키는 능력을 가지게 되지만, 유우가 그녀의 죽음을 막기 위해 능력을 약탈하게 된다.10화

### 기타 등장인물
- 오토사카 슌스케 (乙坂 隼翼)는 유우와 아유미의 형이며, 시간이동 능력을 가지고 있다. 이 능력을 사용해서 다른 초능력자들을 보호하기 위해 호시노우미 학원을 설립하게 된다. 하지만 능력을 너무 많이 사용한 부작용으로 시력을 잃게 되고, 능력의 특성상 시력을 잃게 되면 능력 사용이 불가능해지는 까닭에 능력을 더 이상 못 쓰게 된다.10화 일본어 성우는 오노 다이스케이며 북미판 성우는 로비 데이몬드이다.[8]
- 쿠마가미 타케히토 (熊耳 武仁)는 호시노우미 학원의 정체불명의 학생이며, 다른 초능력자의 위치와 능력을 파악하는 능력을 가지고 있다. 학생회가 초능력자를 찾는 데 도움을 준다.2화 슌스케를 위해 일하며, 슌스케는 그를 "푸"라고 부른다.10화 토모리를 무너지는 건물에서 구하려다 사망하게 된다.11화 일본어 성우는 타케모토 에이지이며 북미판 성우는 벤 프론스키이다.
- 메도키 (目時)는 최면 능력을 가지고 있으며, 다른 사람을 잠에 들게 할 수 있다. 하지만 그 부작용으로 사용하는 본인도 잠에 들게 된다. 슌스케를 위하여 일하고 있다.10화 일본어 성우는 세토 아사미이며 북미판 성우는 마리에브 헤링턴이다.
- 시치이노 (七野)는 투과 능력을 가지고 있으며, 고체를 통과하는 데 사용한다. 하지만 부작용으로 심한 탈진 증세를 일으킨다. 슌스케를 위해 일하는 사람 중 한 명이다.10화 일본어 성우는 카와니시 켄고이며 북미판 성우는 보비 통이다.
- 마에도마리 (前泊)는 사람의 기억을 지우는 능력을 가지고 있으며, 이 능력을 사용하려면 육체적인 접촉과 기억을 찾는 데 시간이 필요하다. 슌스케를 위해서 일하고 있다.10화 일본어 성우는 하나에 나츠키이며 북미판 성우는 기리핀 번즈이다.

## 제작
| 원작·각본                      | 마에다 준                                                                             |
| 감독                           | 아사이 요시유키                                                                       |
| 캐릭터 원안                    | Na-Ga                                                                                 |
| 캐릭터 디자인                  | 세키구치 카나미                                                                       |
| 서브 캐릭터 디자인 의상 디자인 | 오오기하시 유리에                                                                     |
| 총작화 감독                    | 스기미츠 노보루, 세키구치 카나미                                                      |
| 액션 작화 감독                 | 미야시타 유지                                                                         |
| 미술 감독                      | 히가시지 카즈키                                                                       |
| 색채 설계                      | 스가와라 미카                                                                         |
| 촬영 감독                      | 사토 카츠후미                                                                         |
| 3D 감독                        | 오가와 코헤이                                                                         |
| 특수 효과                      | 무라카미 마사히로                                                                     |
| 편집                           | 타카하시 아유무                                                                       |
| 음향 감독                      | 이이다 사토키                                                                         |
| 음악                           | ANANT-GARDE EYES 마에다 준, 히카리슈요                                                |
| 음악 제작                      | 비주얼 아츠, 1st PLACE                                                                |
| 애니메이션 제작                | P.A.WORKS                                                                             |
| 제작                           | 애니플렉스 KADOKAWA 아스키 미디어 워크스 TOKYO MX 비주얼 아츠 P.A.WORKS 무빅 BS11 MBS |

### 창작과 구상
《샤를로트》의 원작자들은 Key의 마에다 준과 Na-Ga이며, 《샤를로트》는 2010년 《엔젤 비트》 다음으로 Key가 만든 두 번째 작품이다. 애니플렉스의 토바 요스케는 2012년 초, P.A.WORKS의 대표이사 호리카와 켄지로부터 같이 새로운 애니메이션 작품을 만들자는 제안을 들고 마에다 준에게 접촉하였다. 호리카와는 《엔젤 비트》 제작 때에 구체화될 수 없었던 것들을 현재 제작진이 감당할 역량이 있다고 설명하였다. 마에다 준은 다른 애니메이션 작품의 기획에 다시 참여할 것이라고 상상도 못 했다고 하였지만, 호리카와와 의논한 결과 제안을 받아들일 수밖에 없었다고 말하였다. 토바는 마에다에게 "Key 같은 이야기"를 쓰라고 요청하였고, 마에다는 《엔젤 비트》 제작 당시의 경험을 살려 제작을 시작하였다. 그는 시행착오를 통해 어떠한 설정과 이야기가 애니메이션 시리즈에 적합한지 찾아 나갔다.

음악과 관련해서, 마에다가 제작한 콘셉트 음반인 《러브 송》과 《마지막 혹성의 Love Song》은 그가 지금까지 제작한 "비디오 게임 주제가"와 보다 《샤를로트》의 위치에 더 가깝습니다.

《샤를로트》 제작 오래 전부터 마에다는 불완전한 초능력을 가진 등장인물들이 일어나는 사건들을 해결하기 위해 협동해야 하는 이야기의 개념을 이미 가지고 있었다. 마에다는 처음 토바에게 3가지의 다른 구상들을 토바에게 제출하였고, 무엇이 가장 좋았냐고 물어보았다. 하지만 토바가 《샤를로트》가 아닌 차선책 두 가지중 하나를 선택하자, 마에다는 미래에 《샤를로트》가 될 이야기를 제작하고 싶다고 분명하게 밝혔다. 마에다가 이야기를 쓸 당시, 마에다는 《엔젤 비트》 제작에서 어떻게 하였는지 고려하였다. 그는 특별히 등장인물의 행동에 관점을 두려고 하였다. 마에다는 모든 등장인물에 자세하게 집중할 수 없었던 《엔젤 비트》에 비해 주요 등장인물의 수를 줄였다. 토바는 마에다가 《엔젤 비트》 제작 때의 영향을 받아 《샤를로트》를 제작할 때는 그의 사고 과정과 그가 무엇을 묘사하고 싶은지 등이 바뀌었다고 느꼈다.
마에다는 《엔젤 비트》에서 등장인물이 많은 탓에 등장인물의 성격이 중복되거나, 모든 등장인물들을 기억하기 힘들게 되었다는 문제점이 생겼다고 생각하며 《샤를로트》의 각본을 제작하였다. Na-Ga도 비슷하게 《엔젤 비트》의 캐릭터를 디자인할 때 등장인물들이 비슷하게 생겼다고 우려하였고, 그 경험을 되살려 《샤를로트》에 작업하였다. 타카조 조지로를 구상할 때 그는 《엔젤 비트》의 타카마츠와 다른 생김새와 성격을 계획하였지만, 구상이 진행되면서 타카마츠와 비슷하게 되었다. 마에다는 전에 이러한 캐릭터를 만든 적이 없었기 때문에 제작 초기 때부터 오토사카 유우를 밑바닥 사기꾼으로 만들 계획을 가지고 있었다. 《샤를로트》의 제목을 결정할 때, 마에다의 친구인 나카가와 타이세이는 《엔젤 비트》의 "AB"처럼 "AA"로 줄일 수 있는 제목을 제안하였지만, 마에다는 이러한 제목을 안 좋아했다. 그래서 그는 처음의 "AA" 제목을 넘어서는 제목으로 《샤를로트》를 만들었다. 《샤를로트》의 제목은 일본의 음악 미술 학교의 노래인 《샤를로트》 (シャーロット, [샤-롯토] 오류: {{nihongo}}: transliteration text not Latin script (pos 1: 샤) (도움말))에서 따왔다.

### 기획
《샤를로트》의 제작진을 결정할 때 토바는 《엔젤 비트》와 같은 제작진을 꾸리지 않는 게 좋을 것이라고 생각했다. 벌써 마에다, Na-Ga, P.A.WORKS를 제작진으로 결정한 상태이기에, 토바는 제작 과정에 새로운 다양성을 추가할 제작진을 꾸리려고 시도하였다. 이는 작품이 《엔젤 비트》 제작의 영향을 받는 것을 막기 위해서였다. 이를 염두에 두고, 토바는 《엔젤 비트》에 대한 좋은 이해도를 가지고 있으면서 《샤를로트》에 적합한 감독을 원하였고, 결국 아사이 요시유키를 찾게 된다. 토바는 아사이가 《엔젤 비트》 중 2개의 회차에 스토리보딩을 했다는 것을 염두에 두고, 《샤를로트》가 시리즈 감독을 처음 하는 사람을 기용할 좋은 기회라고 생각하였다. 아사이가 기용되었을 때 진지한 장면과 코미디풍의 장면들을 둘 다 연출할 수 있다고 판단된 점도 있었다. 호리카와는 《샤를로트》의 미완성 각본을 처음 봤을 때, 마에다에게 《엔젤 비트》에서 보았던 열의가 없었다고 말하였다. 하지만 그는 전체 각본을 보았을 때는 그의 우려는 다행히 사라졌다.
대본이 아직 초안 단계에 있었을 때, 마에다는 Na-Ga 등 사람들에게 의견을 물어본 다음 부자연스럽다고 느낀 부분들을 수정하였다. 대본을 쓸 때 마에다는 《엔젤 비트》를 게임의 뼈대에 더 맞춰서 쓴 점을 인정하며, 《엔젤 비트》에 비교해서 《샤를로트》를 애니메이션 작품의 뼈대에 맞추도록 노력하였다고 말하였다. 이에 대해서 토바는 《샤를로트》가 《엔젤 비트》와 달리 게임으로 만들어질 수 없는 가장 순수한 이야기를 만들려는 마에다의 노력이었다고 느꼈다고 말하였다. 토바는 《샤를로트》의 등장인물들, 특별히 주인공이 비디오 게임의 시나리오를 위해 만들어지지 않았다는 사실도 주목하며, 《샤를로트》가 마에다의 사소설이라는 호리카와의 의견을 상기시켰다. 토바는 이를 마에다가 비디오 게임 시나리오를 쓰면서 나오는 제한들을 없애려 노력한 것의 결과라고 설명하였다.
호리카와가 세키구치 카나미가 《엔젤 비트》의 9화에서 한 작업을 눈여겨보면서 그녀를 시리즈의 캐릭터 디자이너로 선정하였다. 토바는 이를 보고 세키구치 카나미가 어떻게 Na-Ga의 원안을 옮길지 기대하였다고 한다. 미술 감독을 정할 시간이 왔을 때, 호리카와가 그의 미술 실력을 신뢰하였다는 점과 그가 직장에서 열정을 가졌다는 점을 들어 미술 감독으로 선정되었다. 히가시지는 《엔젤 비트》의 미술 감독이기도 하였다. 비슷하게 이이다 사토키가 《샤를로트》의 음향과 음악 감독으로 다시 돌아왔으며, 그는 《엔젤 비트》 작업 때와 마찬가지로 각본의 교정 작업에 참여하였다. 이이다는 마에다와 좋은 호흡을 맞추었다는 점과 그가 《엔젤 비트》 때의 경험을 최대한 살릴 수 있게 하기 위해 선정되었다. How-Low-Hello의 노래를 만들 때 마에다는 그가 1990년대, 학생이었을 때 썼던 노래 중 가장 좋았다고 생각한 노래들을 재사용하였다. 동시에 마에다가 노래를 작곡했을 때의 구상은 B'z의 초기 노래들이었다고 하였지만, 작곡한 노래의 최종 결과는 그렇게 되지 못했다고 말하였다.

## 미디어 믹스

### 만화
코모와타 하루카가 작화를 맡은 《샤를로트 4컷: 청춘을 달려나가라!》라는 제목을 가진 네 컷 코믹 스트립 만화가 아스키 미디어 워크스의 전격 G's 코믹에서 연재되었다. 2015년 3월 30일부터 판매된 2015년 5월 발행본부터 2017년 3월 30일부터 판매된 2017년 5월 발행본까지 연재되었다. 네 컷 만화의 단행본 3권이 각각 2015년 9월 25일, 2016년 7월 27일, 그리고 2017년 5월 27일까지 발행되었다. 이케자와 신과 츠루사키 유우가 작화를 맡은 《샤를로트》라는 제목의 만화가 전격 G's 코믹의 2015년 7월 30일부터 판매된 2015년 9월 발행본부터 2018년 12월 27일부터 팬매된 2019년 2월 발행본까지 연재되었다. 《샤를로트》는 가도카와의 ComicWalker 웹사이트에서도 공개되었다. 《샤를로트》의 단행본이 2015년 8월 27일부터 2019년 1월 26일까지 총 여섯 권 공개되었다.

### 애니메이션
13부작 텔레비전 애니메이션 시리즈인 《샤를로트》는 아사이 요시유키가 감독을 맡았으며 제작은 P.A.WORKS와 애니플렉스가 맡았다. 일본에서 2015년 7월 5일에서 9월 27일까지 방영하였다. 각본은 처음 시리즈를 구상한 마에다 준이 맡았다. 수석 애니메이터는 스기미츠 노보루와 세키구치 카나미가 맡았으며, 세키구치 카나미는 Na-Ga의 원본 디자인을 바탕으로 캐릭터 디자이너도 겸하였다. 음향과 음악 감독은 이이다 사토키가 맡았다. 2015년 9월 23일과 2015년 3월 30일까지 블루레이 디스크/DVD판이 정규판과 한정판을 포함, 7개가 공개되었다. 7번째 판은 오리지널 비디오 애니메이션을 포함하였다. 마에다 준이 각본을 맡고 애니메이션의 성우들이 연기를 맡은 드라마 CD 3개가 각각 1번째, 3번째, 5번째 판에 포함되었다. 북아메리카에서는 애니플렉스 오브 아메리카가 판권을 받았으며, 시리즈를 Aniplex Channel, 크런치롤, 훌루, 다이스키, Viewster, 애니맥스 아시아에서 동시 방영하였다. 오스트레일리아와 뉴질랜드에서는 매드맨 엔터테인먼트가 디지털 배급 판권을 받아 AnimeLab에서 동시 방영하였다. Anime Limited는 영국에서 판권을 받아 2017년 5월 29일 블루레이 디스크 판을 공개하였다.
애니메이션의 음악 작곡은 마에다 준, 히카리슈요, 그리고 음악 그룹 ANANT-GARDE EYES이 맡았다. ANANT-GARDE EYES는 편곡을 담당했다. 음악은 Key의 레코드 레이블인 키 사운즈 레이블에서 공개되었다. 싱글 〈Braverly You/야키오치나이 츠바사〉( 灼け落ちない翼)는 2015년 8월 26일 한정판 (CD, DVD)과 정규판 (CD)으로 공개되었으며, 한정판의 DVD는 자막을 제거한 오프닝과 엔딩 영상을 포함하였다. 작품에서 가상의 밴드 두 개가 등장한다. 우치다 마아야가 보컬을 맡은 How-Low-Hello와 마리나가 보컬을 맡은 Zhiend이다. 각 밴드의 싱글과 앨범 2015년 공개되었다. How-Low-Hello의 싱글인 〈라쿠엔 마데 / 하츠네츠 데이즈〉 (楽園まで/発熱デイズ)가 9월 2일 공개되었고, 밴드의 앨범인《Smells Like Tea, Espresso》가 9월 30일 공개되었다. Zhiend의 싱글인〈Trigger〉는 9월 9일 공개되었고, 밴드의 앨범《Echo》는 10월 14일 각각 영어와 일본어로 된 2부작 CD판으로 공개되었다.  애니메이션의 OST는 2015년 11월 4일 2부작 CD판으로 공개되었다.
시리즈 홍보를 위해《샤를로트 라디오: 토모리 나오 노 세이토카이 카쓰도우 닛키》Charlotteラジオ 〜友利奈緒の生徒会活動日誌〜/샤를로트 라디오: 토모리 나오의 학생회 활동 일기)라는 인터넷 라디오 방송이 니코니코 동화에서 2015년 7월 6일에서 9월 28일까지 13주간 방영하였다. 이 방송은 히비키 라디오 방송국과 온센에서도 방영하였으며, 사쿠라 아야네 (토모리의 성우)가 진행을 맡았다. CD 모음직 두 개가 2015년 9월 30일과 2016년 1월 27일 사이 공개되었다.

#### 에피소드 목록
| 화수   | 제목                                    | 그림 콘티       | 연출                            | 작화 감독                                                                                               | 방송일         |
| ------ | --------------------------------------- | --------------- | ------------------------------- | --- | -------------- |
| 제1화  | 我、他人を思う 나, 타인을 생각하다      | 아사이 요시유키 | 아사이 요시유키                 | 나카무라 미유키 스기미츠 노보루                                                                         | 2015년 7월 5일 |
| 제2화  | 絶望の旋律 절망의 선율                  | 아사이 요시유키 | 오오타 토모아키                 | 스즈키 리사 이치하라 케이코 스기미츠 노보루                                                             | 7월 12일       |
| 제3화  | 恋と炎 사랑과 불꽃                      | 후쿠다 미치오   | 노시타니 미츠타카               | 무카이가와라 켄 쿠와시마 노조무 토쿠가와 에리 마스이 잇페이 사가노 사쿠라코                             | 7월 19일       |
| 제4화  | 刹那の本気 찰나의 진심                  | 코야마 요시타카 | 이마이즈미 켄이치               | 이마이즈미 켄이치                                                                                       | 7월 26일       |
| 제5화  | いつか聴いた音 언젠가 들었던 소리       | 안자이 타케후미 | 오오타 토모아키                 | 타카기 하루미 아키야마 유키 스즈키 리사 니시하타 아유미 이치하라 케이코                                 | 8월 2일        |
| 제6화  | 気づかなかった幸せ 눈치채지 못했던 행복 | 코지마 마사유키 | 스가누마 후미히코               | 아키야마 유키                                                                                           | 8월 9일        |
| 제7화  | 逃避行の果てに 도피의 끝에              | 시노하라 토시야 | 시노하라 토시야                 | 오오히가시 유리에                                                                                       | 8월 16일       |
| 제8화  | 邂逅 해후                               | 아사이 요시유키 | 노시타니 미츠타카               | 무카이가와라 켄 핫토리 마스미 쿠로카와 아스카 안자이 요시에 마스이 잇페이 스즈키 신이치 사가노 사쿠라코 | 8월 23일       |
| 제9화  | ここにない世界 여기 없는 세계           | 후쿠다 미치오   | 오오타 토모아키                 | 미야시타 유지 타카기 하루미 타케다 마키코 우에무라 마키코 스즈키 신이치                                 | 8월 30일       |
| 제10화 | 略奪 약탈                               | 아사이 요시유키 | 요시다 토오루                   | 우에타케 테츠로                                                                                         | 9월 6일        |
| 제11화 | シャーロット 샤를로트                   | 코지마 마사유키 | 스가누마 후미히코               | 아키야마 유키 카와츠라 코스케                                                                           | 9월 13일       |
| 제12화 | 約束 약속                               | 시노하라 토시야 | 시노하라 토시야                 | 세키구치 카나미 스기미츠 노보루 미야시타 유지 카와츠라 코스케 스즈키 리사 타카기 하루미                 | 9월 20일       |
| 제13화 | これからの記録 앞으로의 기록            | 아사이 요시유키 | 아사이 요시유키                 | 세키구치 카나미 스기미츠 노보루 미야시타 유지 카와츠라 코스케 아키야마 유키                             | 9월 28일       |
| 특별편 | 強い者たち 강한 자들                    | 아사이 요시유키 | 아사이 요시유키 츠쿠시 다이스케 | 세키구치 카나미 미야시타 유지 마츠 와카코 스즈키 리사                                                   | -              |

## 반응
애니메 뉴스 네트워크의 평론가 가브리엘라 에켄스는 《샤를로트》가 "뛰어나고 연상되는 장면을 만들었다"라고 높이 평가하였지만, "큰 그림에 묶으려고 할 때 문제가 생긴다"라고 비판하였다. 에켄스는 시리즈의 전개 속도와 구성을 "비효율적이고... 제멋대로 뻗어 나가는 소설적 아이디어의 모음집"이라고 비판하였고, 이를 "《아노하나》가 갑자기 Darker than Black으로 변하는" 것에 비유하였다. 에킨스는 《샤를로트》의 테마적 목적이 "《마법소녀 마도카☆마기카》가 보여준 감정적 딜레마를 멜로 드라마틱하게 만들 마에다 준의 기회"처럼 보였다고 말하였다.  전체적으로 《샤를로트》는 엔터테인먼트적인 요소와 예측 불가능한 이야기로 호평을 받았지만, "예술적인 작품으로는 실망적"이라고 표현되었다. 초기 때에는 에켄스는 시리즈가 "날카로운 희극적 타이밍"을 가지고 있다고 표현하였고, 4화가 됐을 때에는 "《플라스틱 메모리즈》보다 훨씬 웃기다고" 높게 샀다. 그녀는 "멍청하지만 《종말의 세라프》의 코미디를 좋아했던 거랑 똑같은 이유로 좋아했다"라고 말하였다. 팬덤 포스트의 크리스 베버리지는 《샤를로트》의 예측 불가능성을 "매력적이다"라고 평가하였으며, 애니메이션을 "아름답다"라고 말하였다. 에켄스는 P.A.WORKS의 역동적인 연출과 "독창적이고 즐거운 감정"을 나타내는 "표현력 있는 촬영술"을 극찬하였다.
마이니치 신문의 만탄웹 칼럼에서 애니메이션의 "열성 팬"부터 가볍게 즐기는 관객까지 넓은 관객층을 사로잡을 수 있는 《샤를로트》의 균형을 높게 평가하였다. 이는 특이한 등장인물의 창의적 사용과 문제 해결 위주의 시나리오 덕분이라고 설명하였다. 코아라이 료오 평론가는 첫 화부터 유우가 일상에서 초능력을 사용하는 방식에 상반되는 특이하고 놀라운 성격을 가진 덕분에 《샤를로트》가 관객을 사로잡을 수 있다고 호평하였다. 작가 나카자와 세이지는 《샤를로트》가 첫 보기에 "모에 애니메이션"의 고정관념을 깼다고 말하였으며,  《샤를로트》는 "휴먼 드라마"라고 표현하며 시리즈를 호평하였다. 그는 《샤를로트》가 마에다의 전작들과 비슷하게 심각한 분위기를 장면들에 농담을 넣으면서 관개들에게 무게를 어느 정도 덜어준다고 설명하였다. 나카자와는 《샤를로트》의 일부 농담들이 사람에 따라 진부하다고 느껴질 수 있다고 인정하였으나, 본인은 《샤를로트》에 나온 농담들을 "입가심"에 비유하며 좋아했다고 말하였다.
데이비드 웨스트는 《Neo》에서 《샤를로트》의 흥미로운 전제와 애니메이션, 촬영술을 높게 샀지만, 시리즈가 균일한 논조를 유지할 수 없었다고 비판하였다. 이에 대해서 그는 시리즈가 슬랩스틱 코미디가 많이 있었지만, 갑자스럽게 어두운 전개로 돌아갔기 때문이라고 말하였다. 하지만 그는 이 어두운 전개가 잘 자각되었다고도 말하였다.
7부작 블루레이 판은 일본의 오리콘 애니메이션 블루레이 판매 실적 15위 안에 들었다. 1부는 1위, 2부는 6위, 3부는 9위, 4부는 4위, 5부는 10위, 6부는 13위, 그리고 7부는 3위를 달성하였다. 오프닝과 엔딩 테마 곡인〈Braverly You/야키오치나이 츠바사〉는 일본의 오리콘의 주간 싱글 차트 4위로 데뷔했으며 발매 첫 주 23000부를 판매하였다. How-Low-Hello의 싱글〈라쿠엔 마데 / 하츠네츠 데이즈〉 (낙원까지 / 발열 Days)는 오리콘 싱글 차트 9위로 데뷔하였으며 발매 첫 주에 9300부를 판매하였다. How-Low-Hello의 앨범 《Smells Like Tea, Espresso》는 오리콘 앨범 차트 12위로 데뷔하였으며 발매 첫 주에 9500부를 판매하였다. Zhiend의 싱글〈Trigger〉는 오리온 싱글 차트 11위로 데뷔하여 발매 첫 주 14000부를 판매하였다. Zhiend의 앨범 《Echo》는 오리온 앨범 차트에 4위로 데뷔하였으며 발매 첫 주 10300부를 판매하였다.  《샤를로트 오리지널 사운드트랙》은 오리콘 앨범 차트 9위로 데뷔하여 첫 주에 6600부를 판매하였다.

## 참고 자료
- “November issue”. 《Newtype》 (일본어) (Kadokawa Shoten). 2015. ASIN B015H35TM8.